# 幕末魔法士
『幕末魔法士』（ばくまつまほうし）は、田名部宗司による日本のライトノベル。イラストは椋本夏夜が担当。第16回電撃小説大賞〈大賞〉を受賞。電撃文庫（アスキー・メディアワークス）より2010年2月から2011年8月まで刊行された。

## あらすじ
古代、魔法が生まれ、人間が生まれるより以前から、エルフやドワーフが存在していた世界。舞台は明治維新が始まろうとする幕末の日本。大坂適塾で学ぶ優れた蘭学者であり、魔法士の久世伊織は、塾長の命でとある魔道書を翻訳するため、出雲は松江へと赴く。手渡された魔道書には、失われた筈の魔法金属「ミスリル銀」の錬成炉製造法が記されていた。伊織が翻訳に取り掛かる一方、周囲で巻き起こる神隠しや尊皇攘夷派の襲撃。ミスリル銀に隠された秘密と因縁が、徐々に明らかになってゆく。

## 登場人物
久世伊織（くぜ　いおり）
本作の主人公。大坂適塾に学ぶ魔法士で複数の古代語に通じ、魔道書の翻訳を得意とする。長州藩で父・久世遠水が起こした失政で没落した我が家を再興するという悲願を持つ。実は男として生きている女性。
失本冬馬（しもと　とうま）
日本の魔法学の近代化に努めた大魔法士、シーボルトを祖父に持つ青年。北辰一刀流の本目録を修めた剣の達人であり、正義感が強く人好きのする好漢。
祖父が己にかけた封印を解き、魔法を習得することを望む。解呪の仕方が記された書を持っているも、翻訳できないため、なにかと伊織に付きまとう。
弥平（やへい）
冬馬の暮らす金森の下屋敷の使用人。誠実で腰が低く、岩のような厳つい外見とは裏腹にこまやかな気配りができ、料理の腕前もたいしたもの。また、見かけにそぐった怪力の持ち主でもあり、度々伊織にちょっかいを出す冬馬を軽々と捕まえるほど。
金森鳶巣（かなもり　とびす）
シーボルトの高弟。松江藩に魔法士として仕え、改革を支えていたが、とある寒村の路上にて斬られ暗殺された。過激派攘夷志士の仕業とされているが……

## 用語解説
大崩壊
古代、当時栄華を誇ったエルフなどの魔法文明が突如消滅した出来事。これにより高度な魔法技術の大半が失われ、わずかな魔道書が残っているのみ。
ミスリル銀
それ自体に尽きることのない魔力を持つ魔法金属。錬成方法は大崩壊を境に失われたとされている。
魔人
ミスリル銀練成の鍵を握る存在。

## 既刊一覧
- 田名部宗司（著）・椋本夏夜（イラスト） 『幕末魔法士』 アスキー・メディアワークス〈電撃文庫〉、全3巻
  1. 2010年2月10日初版発行（同日発売[2]）、ISBN 978-4-04-868323-4
  2. 2011年2月10日初版発行（同日発売[3]）、ISBN 978-4-04-870271-3
  3. 2011年8月10日初版発行（同日発売[4]）、ISBN 978-4-04-870739-8